# Joe Ma Tak-Chung
Joe Ma Tak-Chung (Hongkong, 27 juni 1968) is een Hongkongse TVB-acteur. Voor hij in 1993 bij TVB begon te werken, was hij politieagent bij de Hongkongse VIP Protection Unit/G4. Ook is Ma vroeger fotomodel geweest.
Ma Tak-Chung is een van de weinige TVB-acteurs die bij de Hongkongse politie hebben gewerkt. Andere TVB-acteurs zijn Patrick Dunn en Philip Chan.

## Filmografie
- The Legend of Condor Heroes (1994)
- A Kindred Spirit (1995)
- Journey to the West (1996)
- A Road and a Will (1997)
- Armed Reaction (1997)
- Untraceable Evidence (1997)
- Burning Flame (1998)
- Detective Investigation Files IV (1999)
- A Matter of Business (1999)
- At the Threshold of an Era (1999)
- At the Threshold of an Era II (2000)
- Armed Reaction II (2000)
- A Taste of Love (2000)
- The Awakening Story (2001)
- Country Spirit (2001)
- Let's Face It (2002)
- Eternal Happiness (2002)
- Vigilante Force (2003)
- Triumph in the Skies (2003)
- Summer Heat (2004)
- Lady Fan (2004)
- A Handful of Love (2004)
- Sunshine Heartbeat (2004)
- Strike at Heart (2005)
- The Gateau Affairs (2005)
- Revolving Doors of Vengeance (2005)
- The Conquest (2006)
- Maiden's Vow (2006)
- The Drive of Life (2007)
- Catch Me Now (2008)
- When Easterly Showers Fall on the Sunny West (2008)

- Library of Congress Control Number: no2011122355
- Virtual International Authority File: 182980481
- WorldCat: E39PBJhd89TqGV9pfC87v8hfv3